# Lista de viagens primeiro-ministro feitas por Mahathir bin Mohamad durante seu segundo mandato

Esta é uma lista de viagens internacionais primo-ministeriais realizadas por Mahathir bin Mohamad, o 7º Primeiro-ministro da Malásia.

## 2018
| País | País             | Local               | Data                          | Anfitrião         | Detalhes |  |
| ---- | ---------------- | ------------------- | ----------------------------- | ----------------- | -------- |  |
| 1    | Japão            | Tóquio              | 11-12 de junho                | Shinzo Abe        |          |  |
| 2    | Indonésia        | Jacarta             | 28-29 de junho                | Joko Widodo       |          |  |
| 3    | Japão            | Fukuoka, Oita       | 7-9 de agosto                 | Shinzo Abe        |          |  |
| 4    | China            | Hangzhou, Pequim    | 17-21 de agosto               | Xi Jinping        |          |  |
| 5    | Brunei           | Bandar Seri Begawan | 2-3 de setembro               | Hassanal Bolkiah  |          |  |
| 6    | Reino Unido      | Londres             | 22-25 de setembro             | Theresa May       |          |  |
| 7    | Estados Unidos   | Nova Iorque         | 25-29 de setembro             | Donald Trump      |          |  |
| 8    | Reino Unido      | Londres             | 30 de setembro - 1 de outubro | Theresa May       |          |  |
| 9    | Tailândia        | Banguecoque         | 24-25 de outubro              | Prayuth Chan-ocha |          |  |
| 10   | Japão            | Tóquio              | 5-7 de novembro               | Shinzo Abe        |          |  |
| 11   | Singapura        | Singapura           | 12-13 de novembro             | Lee Hsien Loong   |          |  |
| 12   | Papua-Nova Guiné | Porto Moresby       | 17-18 de novembro             | Peter O'Neill     |          |  |
| 13   | Tailândia        | Banguecoque         | 15-16 de dezembro             | Prayuth Chan-ocha |          |  |

## 2019
| País | País           | Local         | Data              | Anfitrião                 | Detalhes |
| ---- | -------------- | ------------- | ----------------- | ------------------------- | -------- |
| 1    | Senegal        | Dacar         | 16-17 de janeiro  | Macky Sall                |          |
| 2    | Reino Unido    | Oxford        | 17-20 de janeiro  | Theresa May               |          |
| 3    | Áustria        | Viena         | 20-22 de janeiro  | Sebastian Kurz            |          |
| 4    | Filipinas      | Manila        | 6-7 de março      | Rodrigo Duterte           |          |
| 5    | Paquistão      | Islamabade    | 21-23 de março    | Imran Khan                |          |
| 6    | China          | Pequim        | 24-28 de abril    | Xi Jinping                |          |
| 7    | Japão          | Tóquio        | 29-31 de maio     | Shinzo Abe                |          |
| 8    | Reino Unido    | Cambridge     | 15-17 de junho    | Theresa May               |          |
| 9    | Tailândia      | Banguecoque   | 20-23 de junho    | Prayuth Chan-ocha         |          |
| 10   | Turquia        | Ancara        | 24-27 de julho    | Recep Tayyip Erdoğan      |          |
| 11   | Japão          | Fukuoka       | 6-8 de agosto     | Shinzo Abe                |          |
| 12   | Singapura      | Singapura     | 9 de agosto       | Lee Hsien Loong           |          |
| 13   | Vietname       | Hanói         | 26-28 de agosto   | Nguyễn Phú Trọng          |          |
| 14   | Camboja        | Phnom Penh    | 2-4 de setembro   | Hun Sen                   |          |
| 15   | Rússia         | Vladivostoque | 4-5 de setembro   | Vladimir Putin            |          |
| 16   | Japão          | Osaka, Quioto | 5-7 de setembro   | Shinzo Abe                |          |
| 17   | Estados Unidos | Nova Iorque   | 24-28 de setembro | Donald Trump              |          |
| 18   | Reino Unido    | Londres       | 29-30 de setembro | Boris Johnson             |          |
| 19   | Indonésia      | Jacarta       | 20 de outubro     | Joko Widodo               |          |
| 20   | Azerbaijão     | Bacu          | 25-26 de outubro  | Ilham Aliyev              |          |
| 21   | Turquemenistão | Asgabade      | 27-28 de outubro  | Gurbanguly Berdimuhamedow |          |
| 22   | Tailândia      | Banguecoque   | 1-4 de novembro   | Prayuth Chan-ocha         |          |
| 23   | Coreia do Sul  | Busan, Seul   | 24-28 de novembro | Moon Jae-in               |          |
| 24   | Catar          | Doha          | 11-14 de dezembro | Tamim bin Hamad Al Thani  |          |